# Brecon and Radnorshire (circonscription du Parlement britannique)
Ne doit pas être confondue avec Brecon and Radnorshire, une circonscription du Senedd.
Circonscription parlementaire de la 

Chambre des communes
Brecon and Radnorshire est une circonscription parlementaire britannique située au pays de Galles.

## Députés
| Election             | Election | Membre                 | Parti               | Portrait |
| -------------------- | -------- | ---------------------- | ------------------- | -------- |
|                      | 1918     | Sidney Robinson        | Coalition Libéral   |          |
|                      | 1922     | William Albert Jenkins | National Libéral    |          |
|                      | 1923     | William Albert Jenkins | Libéral             |          |
|                      | 1924     | Walter D'Arcy Hall     | Conservateur        |          |
|                      | 1929     | Peter Freeman          | Labour              |          |
|                      | 1931     | Walter D'Arcy Hall     | Conservateur        |          |
|                      | 1935     | Ivor Guest             | National            |          |
|                      | 1939     | William Jackson        | Labour              |          |
|                      | 1945     | Tudor Watkins          | Labour              |          |
|                      | 1970     | Caerwyn Roderick       | Labour              |          |
|                      | 1979     | Tom Hooson             | Conservateur        |          |
|                      | 1985     | Richard Livsey         | Libéral             |          |
|                      | 1992     | Jonathan Peter Evans   | Conservateur        |          |
|                      | 1997     | Richard Livsey         | Libéraux-démocrates |          |
|                      | 2001     | Roger Williams         | Libéraux-démocrates |          |
|                      | 2015     | Christopher Davies     | Conservateur        |          |
|                      | 2019¹    | Jane Dodds             | Libéraux-démocrates |          |
|                      | 2019     | Fay Jones              | Conservateur        |          |
| ¹ Élection partielle |          |                        |                     |          |

## Élections

### Élections dans les années 2010
| Élections générales de 2017: Brecon and Radnorshire |                    |                    |        |      |      |
| Parti                                               | Parti              | Candidat           | Votes  | %    | ±    |
|                                                     | Conservateur       | Christopher Davies | 20,081 | 48.6 | +7.5 |
|                                                     | Libéral Démocrates | James Gibson-Watt  | 12,043 | 29.1 | +0.8 |
|                                                     | Labour             | Dan Lodge          | 7,335  | 17.7 | +3.0 |
|                                                     | Plaid Cymru        | Kate Heneghan      | 1,299  | 3.1  | -1.3 |
|                                                     | UKIP               | Peter Gilbert      | 576    | 1.4  | -6.9 |
| Majorité                                            | Majorité           | Majorité           | 8,038  | 19.5 | +6.7 |
| Participation                                       | Participation      | Participation      | 41,334 | 76.9 | +3.1 |
|                                                     | Conservateur hold  | Conservateur hold  | Swing  | +3.4 |      |

| Élections générales de 2015: Brecon and Radnorshire, |                                               |                                               |        |       |       |
| Parti                                                | Parti                                         | Candidat                                      | Votes  | %     | ±     |
|                                                      | Conservateur                                  | Christopher Davies                            | 16,453 | 41.1  | +4.5  |
|                                                      | Libéral Démocrates                            | Roger Williams                                | 11,351 | 28.3  | −17.8 |
|                                                      | Labour                                        | Matthew Dorrance                              | 5,904  | 14.7  | +4.2  |
|                                                      | UKIP                                          | Darran Thomas                                 | 3,338  | 8.3   | +6.1  |
|                                                      | Plaid Cymru                                   | Freddy Greaves                                | 1,767  | 4.4   | +1.9  |
|                                                      | Green                                         | Chris Carmichael                              | 1,261  | 3.1   | +2.3  |
| Majorité                                             | Majorité                                      | Majorité                                      | 5,102  | 12.7  | N/A   |
| Participation                                        | Participation                                 | Participation                                 | 40,074 | 73.8  | +1.3  |
|                                                      | Conservateur vainqueur sur Libéral Démocrates | Conservateur vainqueur sur Libéral Démocrates | Swing  | +11.1 |       |

| Élections générales de 2010: Brecon and Radnorshire, |                         |                                      |        |      |      |
| Parti                                                | Parti                   | Candidat                             | Votes  | %    | ±    |
|                                                      | Libéral Démocrates      | Roger Williams                       | 17,929 | 46.2 | +1.3 |
|                                                      | Conservateur            | Suzy Davies                          | 14,182 | 36.5 | +1.9 |
|                                                      | Labour                  | Chris Lloyd                          | 4,096  | 10.4 | −4.5 |
|                                                      | Plaid Cymru             | Janet Davies                         | 989    | 2.5  | −1.1 |
|                                                      | UKIP                    | Clive Easton                         | 876    | 2.3  | +0.4 |
|                                                      | Green                   | Dorienne Robinson                    | 341    | 0.9  | N/A  |
|                                                      | Christian               | Jeffery Green                        | 222    | 0.6  | N/A  |
|                                                      | Monster Raving Loony    | Chris "Lord Offa of the Dyke" Rogers | 210    | 0.5  | N/A  |
| Majorité                                             | Majorité                | Majorité                             | 3,747  | 9.6  | -0.6 |
| Participation                                        | Participation           | Participation                        | 38,845 | 72.5 | +3.0 |
|                                                      | Libéral Démocrates hold | Libéral Démocrates hold              | Swing  | −0.3 |      |

### Élections dans les années 2000
| Élections générales de 2005: Brecon and Radnorshire |                         |                         |        |      |      |
| Parti                                               | Parti                   | Candidat                | Votes  | %    | ±    |
|                                                     | Libéral Démocrates      | Roger Williams          | 17,182 | 44.8 | +8.0 |
|                                                     | Conservateur            | Andrew Davies           | 13,277 | 34.6 | −0.2 |
|                                                     | Labour                  | Leighton Veale          | 5,755  | 15.0 | −6.4 |
|                                                     | Plaid Cymru             | Mabon ap Gwynfor        | 1,404  | 3.7  | +0.2 |
|                                                     | UKIP                    | Elizabeth Phillips      | 723    | 1.9  | +0.7 |
| Majorité                                            | Majorité                | Majorité                | 3,905  | 10.2 | +8.2 |
| Participation                                       | Participation           | Participation           | 38,341 | 69.5 | -1.0 |
|                                                     | Libéral Démocrates hold | Libéral Démocrates hold | Swing  | +4.1 |      |

| Élections générales de 2001: Brecon and Radnorshire |                         |                         |        |      |       |
| Parti                                               | Parti                   | Candidat                | Votes  | %    | ±     |
|                                                     | Libéral Démocrates      | Roger Williams          | 13,824 | 36.8 | −4.0  |
|                                                     | Conservateur            | Felix Aubel             | 13,073 | 34.8 | +5.9  |
|                                                     | Labour                  | Huw Irranca-Davies      | 8,024  | 21.4 | −5.3  |
|                                                     | Plaid Cymru             | Brynach Parri           | 1,301  | 3.5  | +2.0  |
|                                                     | Indépendant             | Ian Mitchell            | 762    | 2.0  | N/A   |
|                                                     | UKIP                    | Elizabeth Phillips      | 452    | 1.2  | N/A   |
|                                                     | Indépendant             | Robert Nicholson        | 80     | 0.2  | N/A   |
| Majorité                                            | Majorité                | Majorité                | 751    | 2.0  | -9.9  |
| Participation                                       | Participation           | Participation           | 37,516 | 70.5 | −11.8 |
|                                                     | Libéral Démocrates hold | Libéral Démocrates hold | Swing  | −5.0 |       |

### Élections dans les années 1990
| Élections générales de 1997: Brecon and Radnorshire |                                               |                                               |        |      |      |
| Parti                                               | Parti                                         | Candidat                                      | Votes  | %    | ±    |
|                                                     | Libéral Démocrates                            | Richard Livsey                                | 17,516 | 40.8 | +5.0 |
|                                                     | Conservateur                                  | Jonathan Evans                                | 12,419 | 29.0 | −7.1 |
|                                                     | Labour                                        | Christopher Mann                              | 11,424 | 26.6 | +0.3 |
|                                                     | Référendum                                    | Elizabeth Phillips                            | 900    | 2.1  | N/A  |
|                                                     | Plaid Cymru                                   | Steven Cornelius                              | 622    | 1.5  | +0.6 |
| Majorité                                            | Majorité                                      | Majorité                                      | 5,097  | 11.9 | N/A  |
| Participation                                       | Participation                                 | Participation                                 | 42,881 | 82.2 | -3.7 |
|                                                     | Libéral Démocrates vainqueur sur Conservateur | Libéral Démocrates vainqueur sur Conservateur | Swing  | +6.1 |      |

Le candidat du labour Chris Mann, a remporté la sélection sur les futurs AMs Carwyn Jones, Jeffrey Cuthbert 
et future AM et MP Peter Law
| Élections générales de 1992: Brecon and Radnor, |                                    |                                    |        |      |      |
| Parti                                           | Parti                              | Candidat                           | Votes  | %    | ±    |
|                                                 | Conservateur                       | Jonathan Evans                     | 15,977 | 36.1 | +1.4 |
|                                                 | Libéral Démocrates                 | Richard Livsey                     | 15,847 | 35.8 | +1.0 |
|                                                 | Labour                             | Christopher Mann                   | 11,634 | 26.3 | −2.9 |
|                                                 | Plaid Cymru                        | Sian Meredudd                      | 418    | 0.9  | −0.3 |
|                                                 | Green                              | Hugh Richards                      | 393    | 0.9  | N/A  |
| Majorité                                        | Majorité                           | Majorité                           | 130    | 0.3  | N/A  |
| Participation                                   | Participation                      | Participation                      | 44,269 | 85.9 | +1.5 |
|                                                 | Conservateur vainqueur sur Libéral | Conservateur vainqueur sur Libéral | Swing  | +0.2 |      |

### Élections dans les années 1980
| Élections générales de 1987: Brecon and Radnor |               |                  |        |       |        |
| Parti                                          | Parti         | Candidat         | Votes  | %     | ±      |
|                                                | Libéral       | Richard Livsey   | 14,509 | 34.81 | +10.45 |
|                                                | Conservateur  | Jonathan Evans   | 14,453 | 34.68 | -13.52 |
|                                                | Labour        | Frederick Willey | 12,180 | 29.22 | +4.22  |
|                                                | Plaid Cymru   | John Davies      | 535    | 1.28  | -0.41  |
| Majorité                                       | Majorité      | Majorité         | 56     | 0.13  | N/A    |
| Participation                                  | Participation | Participation    | 41,677 | 84.3  | +4.2   |
|                                                | Libéral hold  | Libéral hold     | Swing  | N/A   |        |

| Élection partielle de 1985: Brecon and Radnor |                                    |                                    |        |       |       |
| Parti                                         | Parti                              | Candidat                           | Votes  | %     | ±     |
|                                               | Libéral                            | Richard Livsey                     | 13,753 | 35.8  | +11.4 |
|                                               | Labour                             | Frederick Willey                   | 13,194 | 34.4  | +9.4  |
|                                               | Conservateur                       | Chris Butler                       | 10,631 | 27.7  | −20.5 |
|                                               | Plaid Cymru                        | Janet Davies                       | 435    | 1.1   | −0.6  |
|                                               | Monster Raving Loony               | Screaming Lord Sutch               | 202    | 0.5   | N/A   |
|                                               | One Nation Conservative            | Roger Everest                      | 154    | 0.4   | N/A   |
|                                               | Indépendant                        | Andre C.L. Genillard               | 43     | 0.1   | N/A   |
| Majorité                                      | Majorité                           | Majorité                           | 559    | 1.4   | N/A   |
| Participation                                 | Participation                      | Participation                      | 38,412 | 79.4  | −0.7  |
|                                               | Libéral vainqueur sur Conservateur | Libéral vainqueur sur Conservateur | Swing  | +16.0 |       |

| Élections générales de 1983: Brecon and Radnor |                   |                   |        |       |        |
| Parti                                          | Parti             | Candidat          | Votes  | %     | ±      |
|                                                | Conservateur      | Tom Hooson        | 18,255 | 48.20 | +0.97  |
|                                                | Labour            | David Morris      | 9,471  | 25.00 | -15.92 |
|                                                | Libéral           | Richard Livsey    | 9,226  | 24.36 | +14.66 |
|                                                | Plaid Cymru       | Sian Meredudd     | 640    | 1.69  | -0.46  |
|                                                | Indépendant       | Richard Booth     | 278    | 0.73  | N/A    |
| Majorité                                       | Majorité          | Majorité          | 8,784  | 23.20 | +16.89 |
| Participation                                  | Participation     | Participation     | 37,870 | 80.1  | -4.1   |
|                                                | Conservateur hold | Conservateur hold | Swing  | +8.45 |        |

### Élections dans les années 1970
| Élections générales de 1979: Brecon and Radnor |                                   |                                   |        |       |        |
| Parti                                          | Parti                             | Candidat                          | Votes  | %     | ±      |
|                                                | Conservateur                      | Tom Hooson                        | 22,660 | 47.23 | +11.92 |
|                                                | Labour                            | Caerwyn Roderick                  | 19,633 | 40.92 | -1.20  |
|                                                | Libéral                           | N Lewis                           | 4,654  | 9.70  | -7.67  |
|                                                | Plaid Cymru                       | J Power                           | 1,031  | 2.15  | -3.05  |
| Majorité                                       | Majorité                          | Majorité                          | 3,027  | 6.31  | N/A    |
| Participation                                  | Participation                     | Participation                     | N/A    | 84.21 | +2.78  |
|                                                | Conservateur vainqueur sur Labour | Conservateur vainqueur sur Labour | Swing  | +6.56 |        |

| Élections générales d'octobre 1974: Brecon and Radnor |               |                  |        |       |       |
| Parti                                                 | Parti         | Candidat         | Votes  | %     | ±     |
|                                                       | Labour        | Caerwyn Roderick | 18,622 | 42.12 | +1.65 |
|                                                       | Conservateur  | LH Davies        | 15,610 | 35.31 | -0.09 |
|                                                       | Libéral       | NK Thomas        | 7,682  | 17.37 | -2.09 |
|                                                       | Plaid Cymru   | DN Gittins       | 2,300  | 5.20  | +0.53 |
| Majorité                                              | Majorité      | Majorité         | 3,012  | 6.81  | +1.74 |
| Participation                                         | Participation | Participation    | N/A    | 81.43 | -1.98 |
|                                                       | Labour hold   | Labour hold      | Swing  | +0.87 |       |

| Élections générales de février 1974: Brecon and Radnor |               |                  |        |       |       |
| Parti                                                  | Parti         | Candidat         | Votes  | %     | ±     |
|                                                        | Labour        | Caerwyn Roderick | 18,180 | 40.47 | -2.95 |
|                                                        | Conservateur  | LH Davies        | 15,903 | 35.40 | +3.20 |
|                                                        | Libéral       | N Thomas         | 8,741  | 19.46 | +0.53 |
|                                                        | Plaid Cymru   | DN Gittins       | 2,099  | 4.67  | -0.77 |
| Majorité                                               | Majorité      | Majorité         | 2,277  | 5.07  | -6.16 |
| Participation                                          | Participation | Participation    | N/A    | 83.41 | +1.53 |
|                                                        | Labour hold   | Labour hold      | Swing  | -3.08 |       |

| Élections générales de 1970: Brecon and Radnor |               |                  |        |       |        |
| Parti                                          | Parti         | Candidat         | Votes  | %     | ±      |
|                                                | Labour        | Caerwyn Roderick | 18,736 | 43.42 | -14.07 |
|                                                | Conservateur  | Gareth JJ Neale  | 13,892 | 32.20 | -4.26  |
|                                                | Libéral       | Geraint Howells  | 8,169  | 18.93 | N/A    |
|                                                | Plaid Cymru   | W George Jenkins | 2,349  | 5.44  | -0.61  |
| Majorité                                       | Majorité      | Majorité         | 4,844  | 11.23 | -9.80  |
| Participation                                  | Participation | Participation    | N/A    | 81.88 | +1.35  |
|                                                | Labour hold   | Labour hold      | Swing  | -4.91 |        |

### Élections dans les années 1960
| Élections générales de 1966: Brecon and Radnor |               |                       |        |       |      |
| Parti                                          | Parti         | Candidat              | Votes  | %     | ±    |
|                                                | Labour        | Tudor Watkins         | 22,902 | 57.49 | -0.2 |
|                                                | Conservateur  | Frank T Stevens       | 14,523 | 36.46 | -0.6 |
|                                                | Plaid Cymru   | Trefor Richard Morgan | 2,410  | 6.05  | +0.9 |
| Majorité                                       | Majorité      | Majorité              | 8,379  | 21.03 | +0.4 |
| Participation                                  | Participation | Participation         | N/A    | 80.53 | -2.3 |
|                                                | Labour hold   | Labour hold           | Swing  | +0.2  |      |

| Élections générales de 1964: Brecon and Radnor |               |                       |        |       |      |
| Parti                                          | Parti         | Candidat              | Votes  | %     | ±    |
|                                                | Labour        | Tudor Watkins         | 23,967 | 57.69 | +0.4 |
|                                                | Conservateur  | Frank T Stevens       | 15,415 | 37.10 | -5.6 |
|                                                | Plaid Cymru   | Trefor Richard Morgan | 2,165  | 5.21  | N/A  |
| Majorité                                       | Majorité      | Majorité              | 8,552  | 20.58 | +6.0 |
| Participation                                  | Participation | Participation         | N/A    | 82.83 | -3.6 |
|                                                | Labour hold   | Labour hold           | Swing  | +3.0  |      |

### Élections dans les années 1950
| Élections générales de 1959: Brecon and Radnor |               |               |        |       |      |
| Parti                                          | Parti         | Candidat      | Votes  | %     | ±    |
|                                                | Labour        | Tudor Watkins | 25,411 | 57.30 | +4.2 |
|                                                | Conservateur  | John H Davies | 18,939 | 42.70 | +6.3 |
| Majorité                                       | Majorité      | Majorité      | 6,472  | 14.59 | -2.1 |
| Participation                                  | Participation | Participation | N/A    | 86.36 | -0.4 |
|                                                | Labour hold   | Labour hold   | Swing  | -1.1  |      |

| Élections générales de 1955: Brecon and Radnor |               |                        |        |       |       |
| Parti                                          | Parti         | Candidat               | Votes  | %     | ±     |
|                                                | Labour        | Tudor Watkins          | 23,953 | 53.10 | +0.9  |
|                                                | Conservateur  | Henry Graham Partridge | 16,412 | 36.38 | -11.4 |
|                                                | Libéral       | Russell Thomas         | 4,745  | 10.52 | N/A   |
| Majorité                                       | Majorité      | Majorité               | 7,541  | 16.72 | +12.3 |
| Participation                                  | Participation | Participation          | N/A    | 86.80 | -2.5  |
|                                                | Labour hold   | Labour hold            | Swing  | +6.2  |       |

| Élections générales de 1951: Brecon and Radnor |               |                   |        |       |      |
| Parti                                          | Parti         | Candidat          | Votes  | %     | ±    |
|                                                | Labour        | Tudor Watkins     | 24,572 | 52.21 | +3.3 |
|                                                | Conservateur  | David Gibson-Watt | 22,489 | 47.79 | +5.1 |
| Majorité                                       | Majorité      | Majorité          | 2,083  | 4.43  | -1.7 |
| Participation                                  | Participation | Participation     | N/A    | 89.25 | +0.5 |
|                                                | Labour hold   | Labour hold       | Swing  | -0.9  |      |

| Élections générales de 1950: Brecon and Radnor |               |                            |        |       |       |
| Parti                                          | Parti         | Candidat                   | Votes  | %     | ±     |
|                                                | Labour        | Tudor Watkins              | 22,519 | 48.84 | +2.0  |
|                                                | Conservateur  | James Gibson-Watt          | 19,690 | 42.70 | +10.3 |
|                                                | Libéral       | Rolle Malcolm Ritson Paton | 3,903  | 8.46  | -11.3 |
| Majorité                                       | Majorité      | Majorité                   | 2,829  | 6.14  | -7.3  |
| Participation                                  | Participation | Participation              | N/A    | 88.76 | +8.8  |
|                                                | Labour hold   | Labour hold                | Swing  | -4.2  |       |

### Élections dans les années 1940
| Élections générales de 1945: Brecon and Radnor |               |               |        |      |     |
| Parti                                          | Parti         | Candidat      | Votes  | %    | ±   |
|                                                | Labour        | Tudor Watkins | 19,725 | 46.8 | N/A |
|                                                | Conservateur  | Oscar Guest   | 14,089 | 33.4 | N/A |
|                                                | Libéral       | David Lewis   | 8,335  | 19.8 | N/A |
| Majorité                                       | Majorité      | Majorité      | 5,636  | 13.4 | N/A |
| Participation                                  | Participation | Participation | N/A    | 80.0 | N/A |
|                                                | Labour hold   | Labour hold   | Swing  | N/A  |     |

Election générale 1939/40:
Une autre élection générale devait avoir lieu avant la fin de 1940. Les partis politiques se préparaient à organiser une élection à partir de 1939 et, à la fin de cette année, les candidats suivants avaient été sélectionnés; 
- Labour: William Jackson

### Élections dans les années 1930
| Élection partielle de 1939: Brecon and Radnorshire |                               |                               |        |      |     |
| Parti                                              | Parti                         | Candidat                      | Votes  | %    | ±   |
|                                                    | Labour                        | William Jackson               | 20,679 | 53.4 | N/A |
|                                                    | Conservateur                  | Richard Hanning Philipps      | 18,043 | 46.6 | N/A |
| Majorité                                           | Majorité                      | Majorité                      | 2,636  | 6.8  | N/A |
| Participation                                      | Participation                 | Participation                 | N/A    | 79.9 | N/A |
|                                                    | Labour vainqueur sur National | Labour vainqueur sur National | Swing  | N/A  |     |

| Élections générales de 1935: Brecon and Radnor |               |                    |        |      |     |
| Parti                                          | Parti         | Candidat           | Votes  | %    | ±   |
|                                                | National      | Ivor Guest         | 22,079 | 52.6 | N/A |
|                                                | Labour        | Leslie Haden-Guest | 19,910 | 47.4 | N/A |
| Majorité                                       | Majorité      | Majorité           | 2,169  | 5.2  | N/A |
| Participation                                  | Participation | Participation      | N/A    | 84.3 | N/A |
|                                                | National hold | National hold      | Swing  | N/A  |     |

| Élections générales de 1931: Brecon and Radnor |                                   |                                   |        |      |     |
| Parti                                          | Parti                             | Candidat                          | Votes  | %    | ±   |
|                                                | Conservateur                      | Walter Hall                       | 25,620 | 59.8 | N/A |
|                                                | Labour                            | Peter Freeman                     | 17,223 | 40.2 | N/A |
| Majorité                                       | Majorité                          | Majorité                          | 8,397  | 87.1 | N/A |
| Participation                                  | Participation                     | Participation                     | 42,843 | 87.1 | N/A |
|                                                | Conservateur vainqueur sur Labour | Conservateur vainqueur sur Labour | Swing  | N/A  |     |

### Élections dans les années 1920
| Élections générales de 1929: Brecon and Radnor |                                |                                |        |      |      |
| Parti                                          | Parti                          | Candidat                       | Votes  | %    | ±    |
|                                                | Labour                         | Peter Freeman                  | 14,551 | 33.7 | +3.2 |
|                                                | Unioniste                      | Walter Hall                    | 14,324 | 33.3 | -5.1 |
|                                                | Libéral                        | Wynne Cemlyn-Jones             | 14,182 | 33.0 | +1.9 |
| Majorité                                       | Majorité                       | Majorité                       | 187    | 0.4  | N/A  |
| Participation                                  | Participation                  | Participation                  | N/A    | 87.7 | +4.1 |
|                                                | Labour vainqueur sur Unioniste | Labour vainqueur sur Unioniste | Swing  | +4.2 |      |

| Élections générales de 1924: Brecon and Radnor |                                 |                                 |        |      |     |
| Parti                                          | Parti                           | Candidat                        | Votes  | %    | ±   |
|                                                | Unioniste                       | Walter Hall                     | 12,834 | 38.4 | N/A |
|                                                | Libéral                         | William Albert Jenkins          | 10,374 | 31.1 | N/A |
|                                                | Labour                          | Edward John                     | 10,167 | 30.5 | N/A |
| Majorité                                       | Majorité                        | Majorité                        | 2,460  | 7.3  | N/A |
| Participation                                  | Participation                   | Participation                   | N/A    | 83.6 | N/A |
|                                                | Unioniste vainqueur sur Libéral | Unioniste vainqueur sur Libéral | Swing  | N/A  |     |

| Élections générales de 1923: Brecon and Radnor |                                 |                                 |                 |     |     |
| Parti                                          | Parti                           | Candidat                        | Votes           | %   | ±   |
|                                                | Libéral                         | William Albert Jenkins          | sans opposition | N/A | N/A |
|                                                | Libéral vainqueur sur Unioniste | Libéral vainqueur sur Unioniste | Swing           | N/A |     |

| Élections générales de 1922: Brecon and Radnor |                       |                        |        |      |     |
| Parti                                          | Parti                 | Candidat               | Votes  | %    | ±   |
|                                                | National Libéral      | William Albert Jenkins | 20,405 | 67.4 | N/A |
|                                                | Labour                | Edward John            | 9,850  | 32.6 | N/A |
| Majorité                                       | Majorité              | Majorité               | 10,555 | 34.8 | N/A |
| Participation                                  | Participation         | Participation          | N/A    | 77.9 | N/A |
|                                                | National Libéral hold | National Libéral hold  | Swing  | N/A  |     |

### Élections dans les années 1910
| Élections générales de 1918: Brecon and Radnorshire |                                   |                 |
| Parti                                               | Parti                             | Candidat        |
|                                                     | Libéral                           | Sidney Robinson |
|                                                     | Libéral Vainqueur (nouveau siège) |                 |